# Macropus titan
Macropus titan es una especie extinta de marsupial diprotodonto del género Macropus. M. titan vivió durante la época del Pleistoceno en Australia. Esta especie era muy similar a la especie de canguro actual Macropus giganteus, el canguro gris oriental. De hecho existen algunas dudas sobre si Macropus titan constituye una especie separada del canguro gris, ya que son sumamente similares entre sí; M. titan difiere básicamente en su mayor tamaño corporal.